# Screbinodus
Screbinodus — рід ризодонтових лопатеперих риб, що жили в кам'яновугільному періоді.